# Etmopteridae
Famille
Les sagres (Etmopteridae) forment une famille de poissons cartilagineux.

## Liste des genres
Selon FishBase & ITIS:
- Aculeola de Buen, 1959
- Centroscyllium Müller et Henle, 1841
- Etmopterus Rafinesque, 1810
- Miroscyllium Shirai et Nakaya, 1990
- Trigonognathus Mochizuki et Ohe, 1990